# Межакла
Межакла (словен. Mežakla) — горное плато в Словении длиной в 15 км у города Есенице. Принадлежит к горному массиву Юлийских Альп. Его высота над уровнем моря составляет от 1200 до 1400 м. Основной растительностью Межаклы являются пихты и буки и она относится к национальному парку Триглав.